# Ölliste von Monza

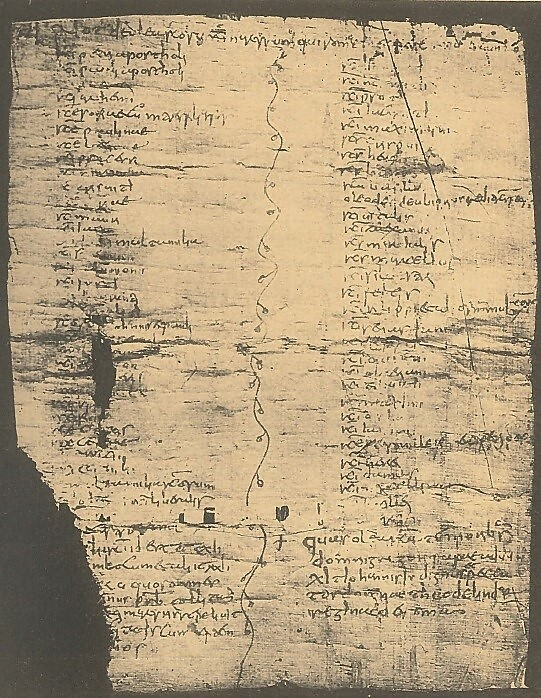
Ölliste von Monza

Die Ölliste von Monza ist ein zweispaltig in mittellateinischer Sprache beschriebenes Papyrusblatt aus dem Domschatz von Monza mit einem Verzeichnis römischer Märtyrer.

## Entstehung und Inhalt
Die langobardische Königin Theudelinde beauftragte um 600 n. Chr. einen Mönch namens Johannes damit, römische Reliquien in die Hauptstadt ihres Reichs zu bringen, nach Monza. Da die römische Kirche zu dieser Zeit an der Intaktheit der Körper der Heiligen festhielt, kam eine Abtrennung von Körperteilen nicht in Betracht. Johannes füllte Öl aus den Lampen, die vor den Heiligengräbern brannten, in Glasampullen ab. Das war eine gängige Praxis, um Kontaktreliquien zu gewinnen. Zusätzlich zur Kennzeichnung der Ampullen mit Etiketten (pittacia) fertigte Johannes auch eine Liste unter dem Titel Not(itia) de olea s(an)c(t)orum martyrum qui Romae in corpore requiescunt idest („Dies ist die Aufstellung über die Öle der heiligen Märtyrer, die in Rom im Leibe ruhen“) an. Dieses Verzeichnis nennt, angefangen mit Petrus und Paulus, 67 Heiligennamen, was daher von Volker Bierbrauer als ursprüngliche Zahl der Ampullen angenommen wird. Alternativ wird auch vermutet, dass Öl von mehreren Gräbern jeweils in einem Glasfläschchen zusammengeschüttet wurde. Erhalten sind im Domschatz zu Monza 26 Ampullen. Aber nicht alle von ihnen wurden mit Sicherheit von Johannes aus Rom mitgebracht; Dennis Trout und andere rechnen mit 14 Ampullen des Johannes, die sich aber unter den 26 Exemplaren nicht mehr unterscheiden lassen, zumal Rom zu jener Zeit ein Zentrum der Glasproduktion war.
Mit den Ampullen und den sie authentifizierenden Texten erhielt Theudelinde sozusagen die Essenz Roms als Stadt der Märtyrer.

## Text
| - Linke Spalte: sancti Petri apostholi sancti Pauli apostholi [sanct]i Pancrati sancti Arthemi sanctae Sofiae cum tres filias suas sanctae Paulinae sanctae Lucinae sancti Processi sancti Martiniani [san]c[ti] Grisanti [sanct]ae D[a]riae sancti Mauri sancti Iason [et a]li[i] sancti multa milia sancti Sat[ur]nini sancti […]pinionis sancti Systi [sanct]i L[au]renti [san]cti [Ypp]oliti sanctorum Iohannis et Pauli sanctae A[gnet]is et aliarum mul[ta]rum mar[ty]rum sancti Y[…]ion sanctae So[th]eris sanctae Sa[pie]ntiae sanctae Sp[ei] sanctae Fides sanctae Ca[rit]atis sanctae C[a]e[cili]ae [sanct]i [T]arsicii sancti Cornilii et multa milia sanctorum [sanct]i Iohannis sancti Liberalis [………………………] [sancti B]lastro et multorum sanctorum [sed et] alii sancti idest CCLXII [in unu]m locum et alii CXXII [et alii sancti] XLV quos omnes [Iust]inus presbiter colliga [sancti Laure]nti martyris sepelivit [s. Feli]citatis cum septem[filios s]uos | - Rechte Spalte: sancti Bo[ni]f[a]ti sancti Hermitis sancti Proti sancti Iacynti sancti Maximiliani sanctus Crispus sanctus Herculanus sanctus Bauso sancta Basilla oleo de s[i]de ubi prius sedit sanctus Petrus sancti Vitalis sancti Alexandri sanctus Martialis sanctus Marcellus sancti Siluestri sancti Felicis sancti Filippi et aliorum multorum sanctorum sancti Seuastiani sancti Eutycii sancti Quirini sancti Valeriani sancti Tiburtii sancti Maximi sancti Orba[ni] sancti Ianuarii sanctae Petronillae filiae sancti Petri apostoli sancti Nerei sancti Damasi sancti Marcelliani [sancti A]cillei [sancti Ma]rci + quas olea sancta tenporib[u]s domni Gregorii papae addu- xit Iohannis indignus et pecca- tor domnae Theodelindae reginae de Roma. („Diese heiligen Öle brachte zur Zeit des Herrn Papstes Gregor der unwürdige Sünder Johannes der Herrin Königin Theodelinda aus Rom.“) |

## Die Ölliste als historische Quelle
Da Johannes bei seiner Liste die Heiligengräber entlang der Ausfallstraßen aufführte, wird die Ölliste von Monza als Quelle für die Topographie des frühmittelalterlichen Rom genutzt. Roberto Valentini und Giuseppe Zucchetti rekonstruierten die von Johannes beim Sammeln des heiligen Öls zurückgelegte Route folgendermaßen: Er begann am Petrusgrab im Vatikan. Anschließend führte man ihn zur Via Salaria Nuova und zur Via Tiburtina mit einem Abstecher zum Caelius. Hier suchte man die Basilika Santi Giovanni e Paolo auf, das einzige innerstädtische Ziel. Dann ging es zur Via Nomentana und zur Via Appia, zu den beiden Viae Salariae und schließlich zur Via Ardeatina. Allerdings ist Johannes’ Liste unter dem Gesichtspunkt der Topographie unordentlich erstellt, und wichtige Ausfallstraßen mitsamt den daran befindlichen Heiligengräbern fehlen ganz: die Via Flaminia, Via Labicana, Via Latina und Via Portuensis.

## Publikation
Die Ölliste von Monza wurde früh in ihrem historischen Wert erkannt. Lodovico Antonio Muratori publizierte sie als Erster (Mailand 1696). Weitere frühe Veröffentlichungen stammen von Thierry Ruinart (Amsterdam 1713) und Jean Mabillon (Trient 1724). Die erste Edition nach modernen wissenschaftlichen Maßstäben legte Alessandro Sepulcri 1903 vor.

## Text und Kommentar
- Corpus Christianorum, Series Latina, Band 175. Turnhout 1965, S. 286–295.
- Alessandro Sepulcri: I papiri della basilica di Monza e le reliquie inviate di Roma. In: Archivio Storico Lombardico 19 (1903), S. 258–263. (Online)
- Roberto Valentini, Giuseppe Zucchetti: Codice topografico della città di Roma. Band 2. Tipografia del senato, Rom 1942, S. 36–47. (Online)